# Эннен
Ату́р (фр. atour — «накрученный», «навёрнутый»), называемый также геннин, эннин, эннен — сложный женский головной убор на каркасе из китового уса, металла, накрахмаленного полотна или твёрдой бумаги. Другое название — энне́н (энни́н), или геннин (фр. hennin). Наиболее распространённые варианты эннена исполнялись в виде конуса, усечённого конуса или трубы. Эннен «двойная сахарная голова» имел вид раздвоенного конуса, «рогатый» эннен облегал причёску с валиками из волос по бокам головы. Волосы, выбивавшиеся из-под эннена, выбривали, оставляя лишь маленький треугольник на лбу. Атуры получили распространение в XV в. в период «бургундских мод». Это был любимый головной убор знати.
Делали эннен из жёсткой бумаги или накрахмаленного льна, поверх натягивали шёлк или другую дорогую ткань и прикрепляли длинную вуаль. Иногда вместо вуали применяли небольшой тканевый шлейф. Популярным было и полное драпирование эннена вуалью. Вуаль укрепляли также в форме сложенных крыльев бабочки при помощи металлических усиков и булавок. Высота эннена зависела от степени знатности женщины. Так, принцессы носили эннены метровой высоты, придворные дамы — до 50—60 см. В то же время диаметр эннена диктовался модой, мог быть большим и очень малым. При входе в помещение дама в эннене приседала. Мужчины, чтобы не казаться малорослыми, надевали шляпы в виде «сахарных голов».

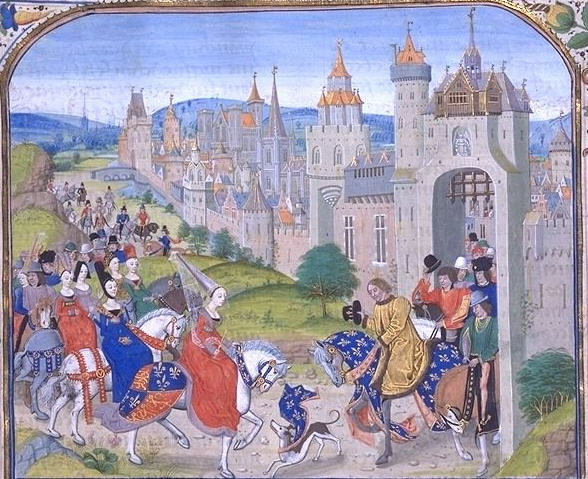
Встреча Карла IV с Изабеллой Французской у ворот Парижа. Миниатюра из «Хроник» Фруассара, XV в.
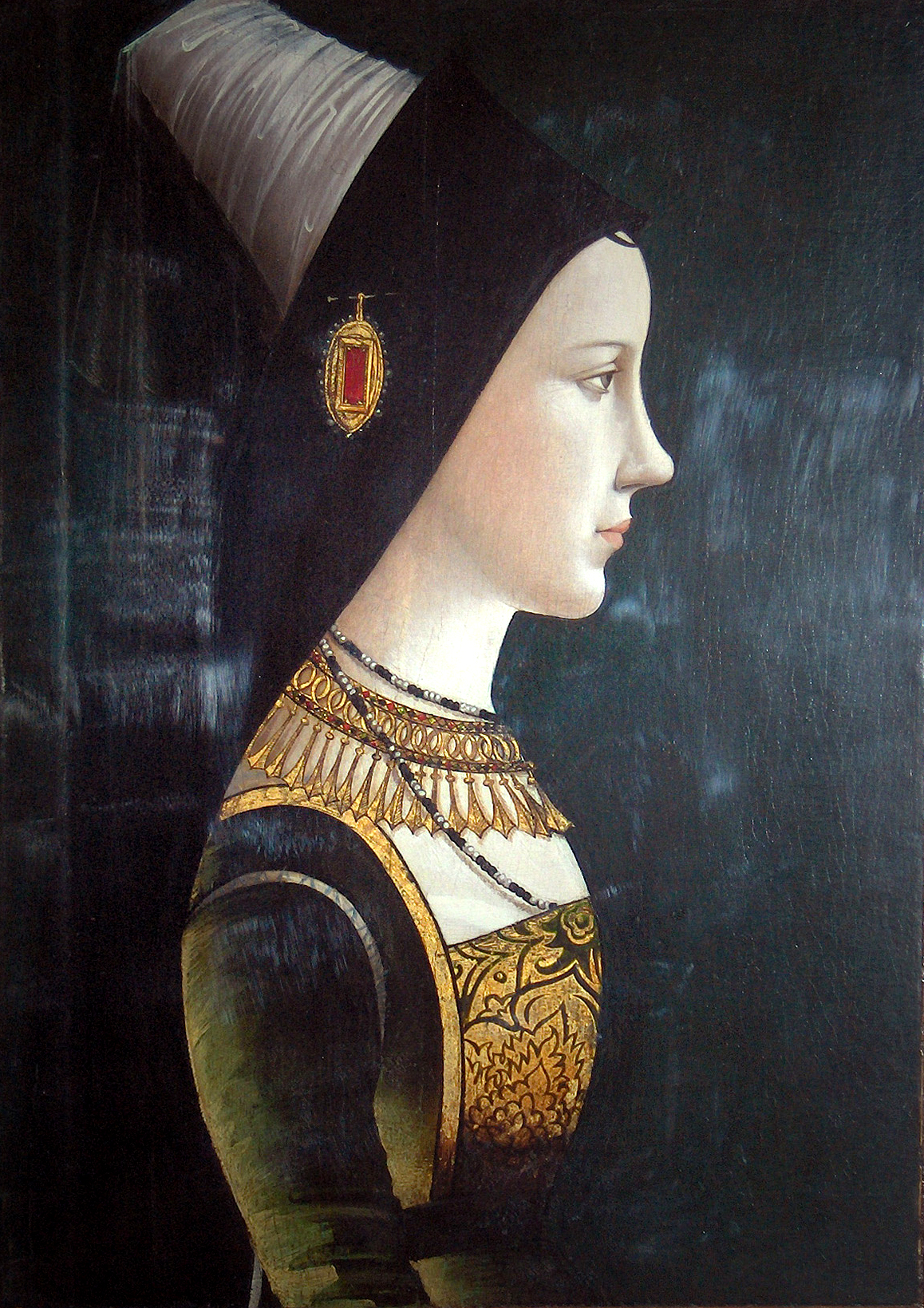
Мария Бургундская. Портрет работы Михаэля Пахера, около 1490 года. 47,5×35. Собрание Хайнца Кистерса, Кройцлинген, Швейцария
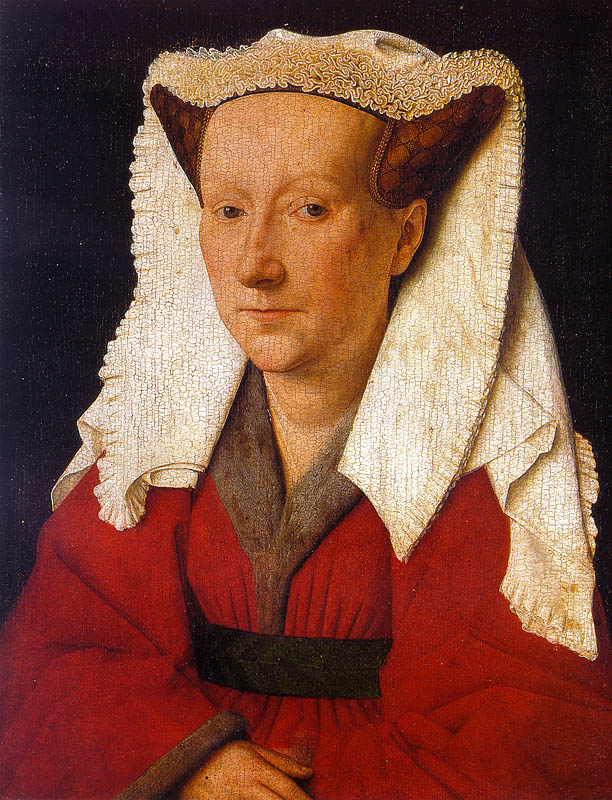
Маргарета ван Эйк. Портрет работы Яна ван Эйка. 1439. 32,6×25,8 см, Муниципальная художественная галерея, Брюгге